# Рубрий Порций Марцел
Рубрий Порций Марцел (на гръцки: Πορκιου Μαρκελλου; на латински: C. Rubrius Porcius Marcellus) е римски управител (legatus Augusti pro praetore Thraciae) на провинция Тракия по времето на август Антонин Пий в периода 138 – 140 г.
Произхожда от знатния римски род Порции. Участва в издаването на монетни емисии чрез градската управа на Перинт (дн. Ерейли), където за първи първи път се явява името на провинциален управител.